# قلتوق
قلتوق نزدیک روستای خدابنده ، روستایی از توابع بخش مرکزی شهرستان زنجان در استان زنجان ایران است.

## جمعیت
این روستا در دهستان قلتوق قرار دارد و براساس سرشماری مرکز آمار ایران در سال ۱۳۸۵، جمعیت آن ۱٬۲۸۷ نفر (۳۲۳خانوار) بوده‌است.